# Jelenin (województwo lubuskie)
Jelenin (niem. Hirschfeldau) – wieś (dawniej miasto) w Polsce położona w województwie lubuskim, w powiecie żagańskim, w gminie Żagań.

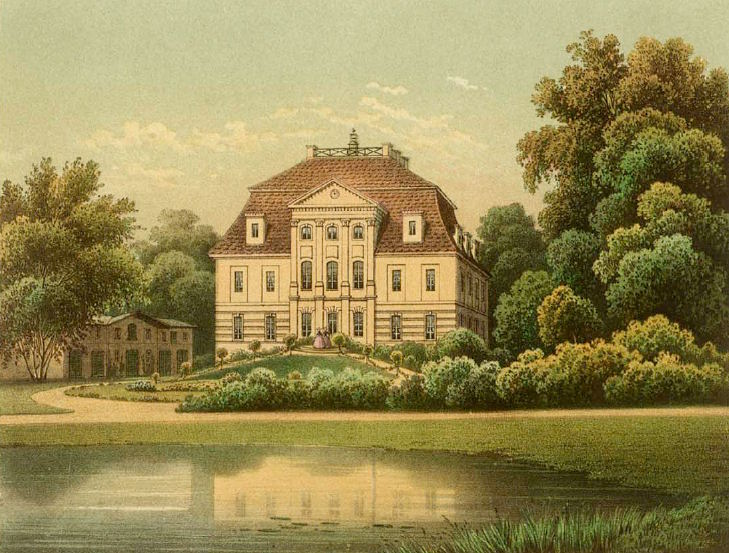
Pałac w Jeleninie w drugiej połowie XIX wieku

Jelenin uzyskał lokację miejską przed 1303 rokiem, zdegradowany przed 1350 rokiem.
W latach 1954–1958 wieś należała i była siedzibą władz gromady Jelenin, po jej zniesieniu w gromadzie Chotków. W latach 1975–1998 miejscowość administracyjnie należała do województwa zielonogórskiego.
Pierwsze wzmianki o wsi pochodzą z końca XIII wieku.

## Nazwa
Miejscowość występowała pod nazwą Hyrsfelde (1291), Hersvelde (1299), Hyrsfelt (ok. 1300), Hyrsuelt (1303), Hersvelde (1321), Hirsuelde (1477), Hirschfelde (1580), Hirschfeldau (1679), Hirschfaldau (1787), Hirschfeldau, Mittel-, Nieder-, Ober- (1845), w 1947 nazwę zmieniono na Jelenin.

## Zabytki
Do wojewódzkiego rejestru zabytków wpisany jest:
- kościół parafialny pod wezwaniem św. Mikołaja, gotycki z XIII wieku, z połowy XIV wieku, XVI wieku, 1900 roku; murowany z rudy darniowej i kamienia polnego

Jelenin Dolny
- zespół pałacowy, z połowy XVIII wieku – XIX wieku:
  - pałac klasycystyczny z XVIII w. w ruinie[7]
  - park.

Jelenin Górny
- zespół pałacowy, XVIII wieku – XIX wieku:
  - pałac[8]
  - park.

## Zmiany w liczbie ludności
| Rok             | 1786 | 1820 | 1840 | 1895 | 1910 | 1929 | 1933 | 1939 | Styczeń 1945 | 1998 | 2002 | 2009 | 2011 | 2021 |
| --------------- | ---- | ---- | ---- | ---- | ---- | ---- | ---- | ---- | ------------ | ---- | ---- | ---- | ---- | ---- |
| Liczba ludności | 864  | 1001 | 1086 | 718  | 665  | 1193 | 981  | 915  | ~ 950        | 791  | 710  | 737  | 706  | 659  |

## Sport
Od 1952 roku funkcjonuje klub piłkarski LZS Czarni Jelenin.